# Kabuscorp Sport Clube do Palanca
Kabuscorp Sport Clube do Palanca, conocido también como Kabuscorp, es un club de fútbol situado en Luanda, la capital de Angola. Juega en la Girabola, máxima categoría del país.
Fue fundado en 1994 con una selección de jóvenes futbolistas de los barrios populares de Palanca y Cazenga. La entidad gestiona un club de fútbol y otro de balonmano. Además de destacar en la faceta deportiva, desarrolla una labor social para acercar el deporte a las zonas más desfavorecidas.

## Historia
El Kabuscorp comenzó su andadura en diciembre de 1994 con una plantilla formada por jóvenes jugadores de Palanca y Cazenga, dos de los barrios más pobres de Luanda. Su fundador es el político, exmilitar y empresario Bento dos Santos Kangamba. Poco después oficializó su actividad y tras un tiempo disputando torneos provinciales, debutó en Primera División en la campaña 2008.
En 2011 finalizó segundo, por detrás del Recreativo do Libolo. Y en enero de 2012 ganó fama internacional al fichar por una temporada a Rivaldo, mejor jugador del mundo en 1999 y campeón del Mundial con Brasil, quien a sus 40 años ya se planteaba la retirada. Su récord personal fue de once goles en veintiún partidos.
En la temporada 2013 se proclamó campeón de liga por primera vez en su historia.

## Palmarés
- Girabola: 1

2013
- Copa de Angola: 1

2025
- Supercopa de Angola: 1

2014

## Participación en competiciones de la CAF
| Temporada | Torneo                      | Ronda      | Club          | Casa | Visita | Global |
| --------- | --------------------------- | ---------- | ------------- | ---- | ------ | ------ |
| 2014      | Liga de Campeones de la CAF | Preliminar | Côte d'Or FC  | 5-1  | 2-1    | 7-2    |
| 2014      | Liga de Campeones de la CAF | 1          | Zamalek SC    | 0-0  | 0-1    | 0-1    |
| 2015      | Liga de Campeones de la CAF | Preliminar | LLB Académic  | 1-0  | 0-0    | 1-0    |
| 2015      | Liga de Campeones de la CAF | 1          | Al-Merrikh SC | 2-1  | 0-2    | 2-3    |

## Jugadores

### Jugadores destacados
- Rivaldo[5]
- Sawú[6][7]

### Equipo 2018–19

#### Altas y bajas 2018–19 (verano)
| Altas   | Altas    | Altas       | Altas | Altas |
| Jugador | Posición | Procedencia | Tipo  | Costo |
| ------- | -------- | ----------- | ----- | ----- |

| Bajas          | Bajas          | Bajas        | Bajas                  | Bajas |
| Jugador        | Posición       | Destino      | Tipo                   | Costo |
| -------------- | -------------- | ------------ | ---------------------- | ----- |
| Franco Calero  | Delantero      | Agente libre | Rescisión de contrato. | --    |
| Arouna Bissene | Delantero      | Agente libre | Rescisión de contrato. | --    |
| Líbero         | Defensa        | Agente libre | Rescisión de contrato. | --    |
| Debelé         | Defensa        | Agente libre | Rescisión de contrato. | --    |
| Mussumari      | Defensa        | Agente libre | Rescisión de contrato. | --    |
| Lelé           | Centrocampista | Agente libre | Rescisión de contrato. | --    |
| Dário          | Centrocampista | Agente libre | Rescisión de contrato. | --    |
| Nandinho       | Delantero      | Agente libre | Rescisión de contrato. | --    |
| Filhão         | Delantero      | Agente libre | Rescisión de contrato. | --    |
| Guy Magema     | Defensa        | Agente libre | Rescisión de contrato. | --    |

## Entrenadores
- Kidumo Pedro (1996-1998)[10]
- Afonso Kondi (20??-2006)[11]
- Draško Stojiljković (??~2009)[12][13]
- Viktor Bondarenko (20??-2012)[14]
- Eduard Antranik (2012-2014)[14][15]
- Zoran Manojlović (interino- 2014-20??)[15]
- Bodunha (interino - 2016)[16][17]
- Romeu Filemon (2016-20??)[16][17]
- Sérgio Traguil (2017-2018)[18][19]
- Kostadin Papić (2018)[20]
- Paulo Torres (2018-act.)[3]